# Pasi Kytösaho
Pasi Kytösaho (1972) è un ex saltatore con gli sci finlandese.
È padre di  Niko, a sua volta saltatore con gli sci.

## Biografia
In Coppa del Mondo esordì il 1º marzo 1992 a Lahti (56°) e ottenne l'unico podio il 9 marzo 1997 nella medesima località (2°). Non partecipò né a rassegne olimpiche né iridate.

## Palmarès

### Coppa del Mondo
- Miglior piazzamento in classifica generale: 41º nel 1997
- 1 podio (individuale):
  - 1 secondo posto

#### Nordic Tournament
- 1 podio di tappa[2]:
  - 1 secondo posto